# Cantharellus miniatescens
Cantharellus miniatescens är en svampart som beskrevs av Heinem. 1958. Cantharellus miniatescens ingår i släktet Cantharellus och familjen kantareller.   Inga underarter finns listade i Catalogue of Life.